# Septoria soldanellae
Septoria soldanellae Speg. – gatunek grzybów z klasy Dothideomycetes. Według Index Fungorum takson niepewny. Pasożyt roślin z rodzaju urdzik (Soldanellum). Grzyb mikroskopijny, endobiont rozwijający się w tkankach roślin.

## Systematyka i nazewnictwo
Pozycja w klasyfikacji według Index Fungorum: Septoria, Mycosphaerellaceae, Capnodiales, Dothideomycetidae, Dothideomycetes, Pezizomycotina, Ascomycota, Fungi.

## Morfologia
Objawy na porażonych roślinach
Na obydwu stronach porażonych liści powstają okrągłe plamy o średnicy 2–5 mm. Są brązowe, czasami z purpurowobrązową obwódką. Ich środek z czasem robi się białawy  lub szarobiały. Plamy czasami łączą się z sobą. Gdy powstanie na nich duża ilość pyknidiów, stają się niemal czarne. 
Cechy mikroskopowe
Na obydwu stronach liści tworzy zanurzone w tkankach pyknidia o barwie od brązowej do czarnej i średnicy 62–120 μm. Mają pojedynczą ostiolę o średnicy  10–28 μm otoczoną ciemniejszymi komórkami. Konidia igiełkowate, o rozmiarach 14–24 × 1 μm, proste, bez przegród, lub co najwyżej z jedną przegrodą. 

## Występowanie
Septoria soldanellae znana jest tylko w Europie. Podano stanowiska w Anglii, Austrii, Bułgarii, Polsce i Rumunii. W piśmiennictwie naukowym na terenie Polski gatunek ten znany jest z wielu stanowisk; jedno w Pieninach (Wąwóz Homole), pozostałe w Tatrach (Jaworzynka, Dolina Białego, między Upłaziańskim Wierszykiem a Polaną Upłaz, na hali Upłaz, między Chudą Przełączką a Doliną Tomanową, na północnych zboczach Gęsiej Szyi, między Polaną Waksmundzką a Psią Trawką, w Starej Roztoce, w Kotlinie Zakopiańskiej).